# Ircinia caliculata
Ircinia caliculata är en svampdjursart som först beskrevs av Lendenfeld 1888.  Ircinia caliculata ingår i släktet Ircinia och familjen Irciniidae. Inga underarter finns listade i Catalogue of Life.